# Polskie Towarzystwo Taksonomiczne
Polskie Towarzystwo Taksonomiczne – polskie stowarzyszenie zrzeszające polskich taksonomów, założone w 1991 roku, z siedzibą we Wrocławiu.

## Historia
Stowarzyszenie zostało założone 30 grudnia 1991 przez grupę polskich taksonomów zajmujących się bezkręgowcami skupionych wokół seminariów organizowanych przez Lecha Borowca i Grzegorza Gabrysia. Prezesem organizacji był Lech Borowiec do 1999 roku, wiceprezesem i prezesem był Dariusz Tarnawski. W 2011 roku prezesem towarzystwa został Jacek Szwedo, piastował to stanowisko do 2014 roku.

## Profil działalności
Stowarzyszenie zrzesza profesjonalnych i amatorskich taksonomów, którzy opublikowali teksty naukowe dotyczące taksonomii. Jego misją jest wspieranie badań z zakresu taksonomii zwierząt, gromadzenie zbiorów naukowych i bibliotecznych oraz rozwijanie i popularyzacja nauk biologicznych. Organizuje seminaria naukowe, ekspedycje naukowe, prowadzi prace badawcze i nawiązuje współpracę z innymi podmiotami naukowymi. Organizacja wydawała kwartalnik, czasopismo naukowe „Genus” od 1990 do 2014 roku (redaktorem naczelnym przez cały okres był Lech Borowiec). Jego pierwszy numer sfinansował Jerzy Turzański, edytor i sympatyk stowarzyszenia. Staraniem towarzystwa odbył się I Kongres Taksonomii Polskiej we Wrocławiu w 2003 roku.